# Rainer Schüttler
Pour les articles homonymes, voir Schüttler.
Rainer Schüttler, né le 25 avril 1976 à Korbach, en Allemagne, est un joueur de tennis allemand, professionnel de 1995 à 2012.
Il fut un joueur à l'aise sur toutes les surfaces, comme en témoigne son parcours au Masters de Monte-Carlo 2004. Sa meilleure performance en simple est une finale à l'Open d'Australie lors de l'édition 2003. Il est l'un des quatre joueurs allemands depuis l'ère Open ayant disputé une finale en tournoi du Grand chelem avec Boris Becker, Michael Stich et Alexander Zverev et l'un des quatre ayant disputé une finale en Masters 1000 sur terre battue avec Boris Becker, Tommy Haas et Alexander Zverev.
Il fait ses débuts au tennis à 10 ans, devient professionnel en 1995 et remporte son premier tournoi en 1999, à Doha.

## Biographie

### Carrière de joueur
Il remporte également le tournoi de Shanghai en 2001, mais c'est en 2003 qu'il se fait connaître du grand public en atteignant la finale de l'Open d'Australie. Il remporte également cette année-là les tournois de Tokyo et Lyon, avant d'enchaîner sur une demi-finale aux Masters à Houston. Il atteint ainsi son meilleur classement : 5e mondial.
En 2004, il atteint la finale au tournoi de Monte-Carlo en battant Gustavo Kuerten, Lleyton Hewitt, Tim Henman et Carlos Moyà, avant de s'incliner face à Guillermo Coria. La même année, il sauve 10 balles de match pour battre Andreas Seppi au second tour du tournoi de Kitzbühel (3-6, 7-613, 6-0) : à quatre occasions dans le second set (à 4-5 (15-40) puis 5-6 (15-40)) puis au tie-break (6-7, 8-9, 9-10*, 10-11, 11-12*, 12-13 ; *retour de service).
Quelques semaines plus tard, il remporte avec Nicolas Kiefer la médaille d'argent du double messieurs aux Jeux olympiques d'Athènes.
En 2008, il est également demi-finaliste à Wimbledon, écartant sur son passage James Blake, Janko Tipsarević, tombeur d'Andy Roddick et Arnaud Clément en quart en sauvant une balle de match.
Rainer Schüttler qui vit actuellement en Suisse et avait pour entraîneur Dirk Hordorf annonce en octobre 2012 qu'il met un terme à sa carrière.

#### 2003
Rainer Schüttler atteint la finale de l'Open d'Australie contre Andre Agassi après avoir écarté Andy Roddick en demi-finale. Il devient le deuxième joueur allemand à atteindre la finale du tournoi, après Boris Becker. Il atteint les huitièmes de finale dans les trois autres tournois du Grand Chelem.
Cette même année, il remporte son dernier titre sur le Circuit ATP lors du Grand Prix de tennis de Lyon, battant en finale le Français Arnaud Clément en deux sets (6-2, 6-3). Il participe enfin au Masters en fin d'année. 

#### 2004
Ses seuls résultats notables sont une médaille d'argent aux Jeux d'Athènes avec Nicolas Kiefer (ils sont la deuxième paire allemande à aller en finale du tournoi olympique après Boris Becker et Michael Stich en 1992 à Barcelone), ainsi qu'une finale au Masters de Monte-Carlo contre le finaliste de Roland-Garros, Guillermo Coria.

#### 2008
Quatre ans après sa dernière performance notable à Monte-Carlo, il atteint les demi-finales du tournoi de Wimbledon en éliminant notamment Janko Tipsarević et Arnaud Clément en sauvant une balle de match lors d'une partie étalée sur trois jours. N'ayant pas eu de jour de repos, il s'incline néanmoins avec les honneurs face à Rafael Nadal.

### Carrière d'entraîneur
Le 14 novembre 2018, Rainer Schüttler devient entraîneur de l'Allemande Angelique Kerber en remplacement de Wim Fissette, dont Kerber s'était séparée en octobre 2018. L'Allemande annonce cependant la fin de leur collaboration dès le 19 juillet 2019, deux semaines après son élimination surprise au deuxième tour de Wimbledon.

## Palmarès

### Titres en simple (4)
| No | Date       | Nom et lieu du tournoi              | Catégorie   | Dotation  | Surface         | Finaliste          | Score         |          |
| -- | ---------- | ----------------------------------- | ----------- | --------- | --------------- | ------------------ | ------------- | -------- |
| 1  | 04-01-1999 | Qatar Mobil Open, Doha              | Int' Series | 975 000 $ | Dur (ext.)      | Tim Henman         | 6-4, 5-7, 6-1 |          |
| 2  | 17-09-2001 | Heineken Open, Shanghai             | Int' Series | 375 000 $ | Dur (ext.)      | Michel Kratochvil  | 6-3, 6-4      |          |
| 3  | 29-09-2003 | AIG Japan Open Championships, Tokyo | Series Gold | 665 000 $ | Dur (ext.)      | Sébastien Grosjean | 7-65, 6-2     | Parcours |
| 4  | 06-10-2003 | Grand Prix de tennis de Lyon, Lyon  | Int' Series | 775 000 $ | Moquette (int.) | Arnaud Clément     | 6-2, 6-3      | Parcours |

### Finales en simple (8)
| No | Date       | Nom et lieu du tournoi                  | Catégorie      | Dotation    | Surface      | Vainqueur         | Score              |          |
| -- | ---------- | --------------------------------------- | -------------- | ----------- | ------------ | ----------------- | ------------------ | -------- |
| 1  | 05-04-1999 | Gold Flake Open, Chennai                | Int' Series    | 405 000 $   | Dur (ext.)   | Byron Black       | 6-4, 1-6, 6-3      |          |
| 2  | 03-01-2000 | Qatar Mobil Open, Doha                  | Int' Series    | 975 000 $   | Dur (ext.)   | Fabrice Santoro   | 3-6, 7-5, 3-0, ab. | Parcours |
| 3  | 24-09-2001 | Salem Open, Hong Kong                   | Int' Series    | 375 000 $   | Dur (ext.)   | Marcelo Ríos      | 7-63, 6-2          | Parcours |
| 4  | 22-10-2001 | St. Petersburg Open, Saint-Pétersbourg  | Int' Series    | 775 000 $   | Dur (int.)   | Marat Safin       | 3-6, 6-3, 6-3      | Parcours |
| 5  | 29-04-2002 | BMW Open, Munich                        | Int' Series    | 356 000 $   | Terre (ext.) | Younès El Aynaoui | 6-4, 6-4           | Parcours |
| 6  | 13-01-2003 | Australian Open, Melbourne              | G. Chelem      | 4 838 625 $ | Dur (ext.)   | Andre Agassi      | 6-2, 6-2, 6-1      | Parcours |
| 7  | 08-09-2003 | Brasil Open, Costa do Sauípe            | Int' Series    | 355 000 $   | Dur (ext.)   | Sjeng Schalken    | 6-2, 6-4           | Parcours |
| 8  | 19-04-2004 | Tennis Masters Monte-Carlo, Monte-Carlo | Masters Series | 2 200 000 $ | Terre (ext.) | Guillermo Coria   | 6-2, 6-1, 6-3      | Parcours |

### Titres en double (4)
| No | Date       | Nom et lieu du tournoi                   | Catégorie   | Dotation  | Surface      | Partenaire      | Finalistes                     | Score            |          |
| -- | ---------- | ---------------------------------------- | ----------- | --------- | ------------ | --------------- | ------------------------------ | ---------------- | -------- |
| 1  | 16-07-2001 | MercedesCup Stuttgart                    | Series Gold | 700 000 $ | Terre (ext.) | Guillermo Cañas | Michael Hill Jeff Tarango      | 4-6, 7-61, 6-4   | Parcours |
| 2  | 03/01/2005 | Chennai Open Chennai                     | Int' Series | 355 000 $ | Dur (ext.)   | Lu Yen-hsun     | Mahesh Bhupathi Jonas Björkman | 7-5, 4-6, 7-64   | Parcours |
| 3  | 14-04-2008 | US Men's Clay Court Championship Houston | Int' Series | 411 000 $ | Terre (ext.) | Ernests Gulbis  | Pablo Cuevas Marcel Granollers | 7-5, 7-63        | Parcours |
| 4  | 28-04-2008 | BMW Open by FWU AG Munich                | Int' Series | 349 000 € | Terre (ext.) | Michael Berrer  | Scott Lipsky David Martin      | 7-5, 3-6, [10-8] | Parcours |

### Finales en double (5)
| No | Date       | Nom et lieu du tournoi                | Catégorie     | Dotation  | Surface      | Vainqueurs                        | Partenaire       | Score                    |          |
| -- | ---------- | ------------------------------------- | ------------- | --------- | ------------ | --------------------------------- | ---------------- | ------------------------ | -------- |
| 1  | 20-10-2003 | St. Petersburg Open Saint-Pétersbourg | Int' Series   | 975 000 $ | Dur (int.)   | Julian Knowle Nenad Zimonjić      | Michael Kohlmann | 7-61, 6-3                | Parcours |
| 2  | 15-08-2004 | Olympic Tennis Event Athènes          | J. olympiques | 0 $       | Dur (ext.)   | Fernando González · Nicolás Massú | Nicolas Kiefer   | 6-2, 4-6, 3-6, 7-67, 6-4 | Parcours |
| 3  | 04-07-2005 | Allianz Suisse Open Gstaad            | Int' Series   | 470 000 $ | Terre (ext.) | František Čermák Leoš Friedl      | Michael Kohlmann | 7-66, 7-611              | Parcours |
| 4  | 12-06-2006 | Gerry Weber Open Halle (Westf.)       | Int' Series   | 775 000 $ | Gazon (ext.) | Fabrice Santoro Nenad Zimonjić    | Michael Kohlmann | 6-0, 6-4                 | Parcours |
| 5  | 12-02-2007 | SAP Open San José                     | Int' Series   | 391 000 $ | Dur (int.)   | Eric Butorac Jamie Murray         | Chris Haggard    | 7-5, 7-66                | Parcours |

## Parcours dans les tournois duGrand Chelem

### Finale (1)
| Année | Tournoi          | Adversaire en finale | Score         |
| 2003  | Open d'Australie | Andre Agassi         | 2-6, 2-6, 1-6 |

### En simple
| Année | Open d'Australie | Open d'Australie | Internationaux de France | Internationaux de France | Wimbledon       | Wimbledon    | US Open         | US Open       |
| ----- | ---------------- | ---------------- | ------------------------ | ------------------------ | --------------- | ------------ | --------------- | ------------- |
| 1998  | —                | —                | —                        | —                        | 1er tour (1/64) | S. Draper    | —               | —             |
| 1999  | 1er tour (1/64)  | J. Gimelstob     | 1er tour (1/64)          | A. Gaudenzi              | 2e tour (1/32)  | T. Enqvist   | 1er tour (1/64) | C. Ruud       |
| 2000  | 2e tour (1/32)   | T. Henman        | 1er tour (1/64)          | W. Ferreira              | 3e tour (1/16)  | P. Rafter    | 3e tour (1/16)  | Lee H-t.      |
| 2001  | 1/8 de finale    | C. Moyà          | 1er tour (1/64)          | G. Blanco                | 2e tour (1/32)  | S. Grosjean  | 2e tour (1/32)  | R. Delgado    |
| 2002  | 3e tour (1/16)   | R. Federer       | 2e tour (1/32)           | G. Coria                 | 3e tour (1/16)  | F. López     | 1er tour (1/64) | J.-R. Lisnard |
| 2003  | Finale           | A. Agassi        | 1/8 de finale            | M. Verkerk               | 1/8 de finale   | S. Schalken  | 1/8 de finale   | S. Schalken   |
| 2004  | 1er tour (1/64)  | R. Söderling     | 1er tour (1/64)          | X. Malisse               | 3e tour (1/16)  | V. Spadea    | 1er tour (1/64) | A. Seppi      |
| 2005  | 2e tour (1/32)   | A. Agassi        | 1er tour (1/64)          | J. I. Chela              | 1er tour (1/64) | M. Mirnyi    | 2e tour (1/32)  | T. Haas       |
| 2006  | 1er tour (1/64)  | L. Burgsmüller   | 1er tour (1/64)          | T. Haas                  | 1er tour (1/64) | R. Karanušić | 1er tour (1/64) | N. Mahut      |
| 2007  | 1er tour (1/64)  | M. Baghdatís     | —                        | —                        | —               | —            | 1er tour (1/64) | P. Capdeville |
| 2008  | 2e tour (1/32)   | G. Simon         | 1er tour (1/64)          | J. Blake                 | 1/2 finale      | R. Nadal     | 1er tour (1/64) | F. Serra      |
| 2009  | 1er tour (1/64)  | D. Sela          | 1er tour (1/64)          | M. Gicquel               | 2e tour (1/32)  | D. Sela      | 1er tour (1/64) | J. Hernych    |
| 2010  | 2e tour (1/32)   | F. López         | 1er tour (1/64)          | G. García-López          | 2e tour (1/32)  | D. Istomin   | 1er tour (1/64) | B. Paire      |
| 2011  | 1er tour (1/64)  | F. Verdasco      | 1er tour (1/64)          | A. Dolgopolov            | 2e tour (1/32)  | F. López     | —               | —             |

N.B. : à droite du résultat se trouve le nom de l'ultime adversaire.

### En double
| 2002 | 1er tour (1/32) M. Youzhny \|\| style="text-align:left;" \| T. Perry D. Petrovic    | 1er tour (1/32) J. Knippschild \|\| style="text-align:left;" \| J. Thomas T. Vanhoudt | 2e tour (1/16) K. Braasch \|\| style="text-align:left;" \| D. Johnson J. Palmer     | 1er tour (1/32) K. Braasch \|\| style="text-align:left;" \| M. Llodra F. Santoro |                                                                                   |                                                                                      |
| 2003 | 1er tour (1/32) K. Braasch \|\| style="text-align:left;" \| R. Henry T. Reid        | —                                                                                     | —                                                                                   | —                                                                                | —                                                                                 | 2e tour (1/16) Y. Allegro \|\| style="text-align:left;" \| J. Björkman T. Woodbridge |
| 2004 | 2e tour (1/16) N. Kiefer \|\| style="text-align:left;" \| M. Knowles D. Nestor      | 1er tour (1/32) N. Kiefer \|\| style="text-align:left;" \| J. I. Chela G. Gaudio      | 1er tour (1/32) K. Braasch \|\| style="text-align:left;" \| M. Damm C. Suk          | 2e tour (1/16) M. Youzhny \|\| style="text-align:left;" \| M. Bhupathi M. Mirnyi |                                                                                   |                                                                                      |
| 2005 | 1er tour (1/32) M. Youzhny \|\| style="text-align:left;" \| R. Karanušić U. Vico    | 2e tour (1/16) M. Youzhny \|\| style="text-align:left;" \| B. Bryan M. Bryan          | 1/4 de finale A. Waske \|\| style="text-align:left;" \| J. Björkman M. Mirnyi       | 1er tour (1/32) A. Pavel \|\| style="text-align:left;" \| J. Hernych V. Spadea   |                                                                                   |                                                                                      |
| 2006 | 1er tour (1/32) A. Waske \|\| style="text-align:left;" \| F. Čermák L. Friedl       | 1er tour (1/32) M. Kohlmann \|\| style="text-align:left;" \| A. Martín P. Starace     | 2e tour (1/16) M. Kohlmann \|\| style="text-align:left;" \| P. Hanley K. Ullyett    | 2e tour (1/16) F. Mayer \|\| style="text-align:left;" \| J. Björkman M. Mirnyi   |                                                                                   |                                                                                      |
| 2007 | 2e tour (1/16) T. Cibulec \|\| style="text-align:left;" \| A. Pavel A. Waske        | 1/4 de finale M. Kohlmann \|\| style="text-align:left;" \| M. Knowles D. Nestor       | —                                                                                   | —                                                                                | 2e tour (1/16) M. Kohlmann \|\| style="text-align:left;" \| J. Benneteau N. Mahut |                                                                                      |
| 2008 | 1er tour (1/32) J. Tipsarević \|\| style="text-align:left;" \| J. Coetzee W. Moodie | —                                                                                     | —                                                                                   | —                                                                                | —                                                                                 | 2e tour (1/16) J. Melzer \|\| style="text-align:left;" \| M. Melo A. Sá              |
| 2009 | 1er tour (1/32) Lu Y-h. \|\| style="text-align:left;" \| Ł. Kubot O. Marach         | —                                                                                     | —                                                                                   | 1er tour (1/32) Be. Becker \|\| style="text-align:left;" \| C. Guccione F. Moser | —                                                                                 | —                                                                                    |
| 2010 | 2e tour (1/16) F. López \|\| style="text-align:left;" \| A. Clément J. Erlich       | —                                                                                     | —                                                                                   | 1er tour (1/32) J. Hájek \|\| style="text-align:left;" \| A. Golubev A. Seppi    | —                                                                                 | —                                                                                    |
| 2011 | 2e tour (1/16) Lu Y-h. \|\| style="text-align:left;" \| M. Fyrstenberg M. Matkowski | 2e tour (1/16) A. Waske \|\| style="text-align:left;" \| S. Lipsky R. Ram             | 1er tour (1/32) A. Waske \|\| style="text-align:left;" \| S. Devvarman K. Nishikori | —                                                                                | —                                                                                 |                                                                                      |

N.B. : le nom du ou de la partenaire se trouve sous le résultat ; le nom des ultimes adversaires se trouve à droite.

### En double mixte
| Année | Open d'Australie | Open d'Australie | Internationaux de France | Internationaux de France | Wimbledon                    | Wimbledon              | US Open | US Open |
| ----- | ---------------- | ---------------- | ------------------------ | ------------------------ | ---------------------------- | ---------------------- | ------- | ------- |
| 2004  | -                | -                | -                        | -                        | 1/4 de finale Barbara Schett | Cara Black Wayne Black | -       | -       |

N.B. : le nom de la partenaire se trouve sous le résultat ; le nom des ultimes adversaires se trouve à droite.

## Résultats auxMasters
| Année | Lieu    | Résultat    | Tour           | Adversaires                                           | Victoire / Défaite | Scores                                               |
| ----- | ------- | ----------- | -------------- | ----------------------------------------------------- | ------------------ | ---------------------------------------------------- |
| 2003  | Houston | Demi-Finale | Demi-finale RR | Andre Agassi Carlos Moyà Andy Roddick Guillermo Coria | Défaite Victoire   | 7-5, 0-6, 4-6 5-7, 4-6 4-6, 7-64, 7-63 6-3, 4-6, 6-2 |

## Parcours dans lesMasters 1000
| Année | Indian Wells             | Miami                 | Monte-Carlo            | Rome                        | Hambourg puis Madrid        | Canada                   | Cincinnati               | Stuttgart puis Madrid puis Shanghai | Paris                  |
| ----- | ------------------------ | --------------------- | ---------------------- | --------------------------- | --------------------------- | ------------------------ | ------------------------ | ----------------------------------- | ---------------------- |
| 1999  | —                        | 1er tour R. Delgado   | —                      | —                           | 1/8 de finale G. Kuerten    | 1er tour J. Courier      | 1/8 de finale P. Sampras | 1er tour M. Chang                   | 1er tour F. Santoro    |
| 2000  | —                        | 1er tour B. Black     | 1er tour A. Costa      | —                           | 2e tour M. Norman           | —                        | —                        | 1er tour M. Rosset                  | —                      |
| 2001  | 1er tour T. Henman       | 2e tour M. Norman     | 1er tour T. Enqvist    | 1er tour F. Clavet          | 1er tour N. Lapentti        | —                        | —                        | 1er tour H. Arazi                   | —                      |
| 2002  | 1/4 de finale P. Sampras | 2e tour G. Gaudio     | 1er tour D. Nalbandian | 1er tour J. C. Ferrero      | 2e tour A. Roddick          | 1er tour T. Robredo      | 1/4 de finale C. Moyà    | 1er tour J. Nieminen                | 1er tour A. Clément    |
| 2003  | 1/2 finale G. Kuerten    | 3e tour R. Štěpánek   | 2e tour A. Martín      | 1/4 de finale J. C. Ferrero | 1/8 de finale D. Nalbandian | 1/2 finale D. Nalbandian | 1/2 finale M. Fish       | 2e tour R. Ginepri                  | 1/4 de finale A. Pavel |
| 2004  | 2e tour W. Arthurs       | 2e tour N. Kiefer     | Finale G. Coria        | 1er tour V. Spadea          | 1er tour L. Burgsmüller     | 1er tour F. González     | 1er tour T. Haas         | 2e tour I. Ljubičić                 | 1er tour F. López      |
| 2005  | 2e tour J. I. Chela      | 2e tour R. Nadal      | 1er tour N. Kiefer     | 1er tour A. Martín          | 1er tour A. Seppi           | —                        | —                        | —                                   | —                      |
| 2006  | 2e tour L. Hewitt        | —                     | —                      | —                           | 2e tour J. C. Ferrero       | —                        | —                        | —                                   | —                      |
| 2007  | 1er tour G. Simon        | —                     | —                      | —                           | 1er tour J. Benneteau       | —                        | —                        | —                                   | —                      |
| 2008  | 1er tour F. Fognini      | 1er tour J. Benneteau | —                      | —                           | 1er tour J. Nieminen        | —                        | —                        | 1er tour T. Berdych                 | 1er tour M. Ančić      |
| 2009  | 2e tour T. Haas          | 3e tour G. Simon      | 1er tour T. Robredo    | —                           | 1er tour F. Serra           | 2e tour J.-W. Tsonga     | —                        | 1/8 de finale N. Djokovic           | —                      |
| 2010  | 2e tour R. Nadal         | 1er tour T. Dent      | —                      | —                           | —                           | —                        | —                        | —                                   | —                      |
| 2011  | 2e tour G. Simon         | 2e tour G. Simon      | —                      | —                           | —                           | —                        | —                        | —                                   | —                      |

N.B. : sous le résultat se trouve le nom de l’ultime adversaire.